# Agora (Darknet-Markt)
Agora war ein im Tor-Netzwerk als Hidden Service betriebener Darknet-Markt, auf dem insbesondere illegale Drogen, Waffen und verschiedene digitale Güter gehandelt wurden. Als Zahlungsmittel kam hierbei ausschließlich die Kryptowährung Bitcoin zum Einsatz.
Nachdem Agora seit dem Fall des Konkurrenten Evolution im März 2015 der mit Abstand größte Darknet-Markt gewesen war, wurde die Plattform im September desselben Jahres aufgrund von Schwachstellen in Tor „bis auf weiteres“ seitens der Betreiber offline genommen.